# Kulmspitze
Kulmspitze är ett berg i Österrike.   Det ligger i distriktet Vöcklabruck och förbundslandet Oberösterreich, i den centrala delen av landet, 220 km väster om huvudstaden Wien. Toppen på Kulmspitze är 1 095 meter över havet, eller 469 meter över den omgivande terrängen. Bredden vid basen är 15,0 km.
Terrängen runt Kulmspitze är huvudsakligen kuperad, men söderut är den bergig. Närmaste större samhälle är Mondsee, 4,3 km väster om Kulmspitze. 
I omgivningarna runt Kulmspitze växer i huvudsak blandskog. Runt Kulmspitze är det ganska tätbefolkat, med 120 invånare per kvadratkilometer.